# 蓬图斯·德·梯亚尔

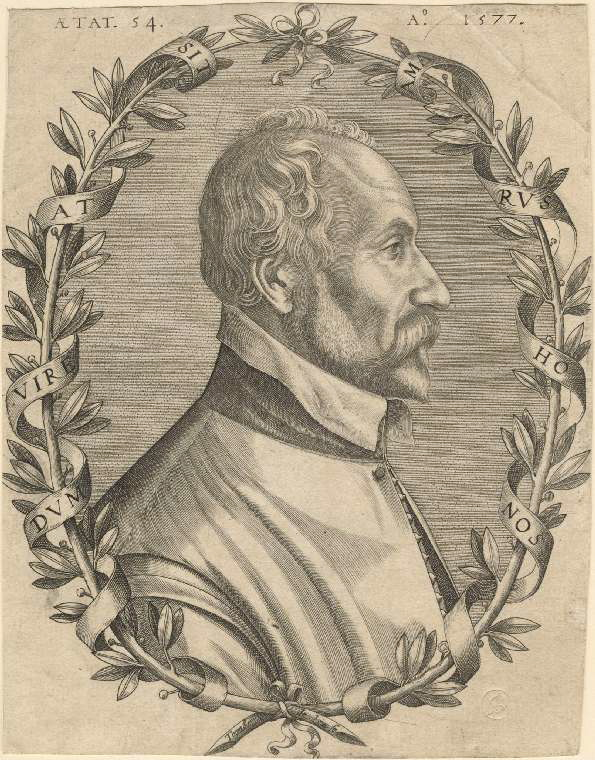
蓬图斯·德·梯亚尔

蓬图斯·德·梯亚尔（Pontus de Tyard，约1521年 - 1605年9月23日）是一位法国诗人和牧师，七星詩社成员。他支持亨利三世對抗吉斯家族以及天主教联盟。他還曾經是法國一個教區的主教。